# بطولة تونس للكرة الطائرة للرجال 1977-1978
بطولة تونس للكرة الطائرة للرجال 1977-1978 هو الموسم رقم 23 من بطولة تونس للكرة الطائرة للرجال.

فاز بهذا الموسم الترجي الرياضي التونسي.

## روابط خارجية
- الموقع الرسمي للجامعة التونسية للكرة الطائرة.